# Georgij Sviridenko
Georgij Sviridenko (belarusiska: Георгій Уладзіміравіч Свірыдзенка; ryska: Георгий Владимирович Свириденко, Georgij Vladimirovitj Sviridenko), född 3 december 1962 i Minsk, är en belarusisk handbollstränare och tidigare sovjetisk/belarusisk handbollsspelare. Han var som spelare bland annat med och tog OS-guld 1988 i Seoul.
Han är bror till basketspelaren Irina Sumnikova.

## Klubbar som spelare
- SKA Minsk (1981–1990)
- CUS Palermo (1991–1993)
- SV Blau-Weiß Spandau (1993–1995)